# John LaMotta
Pour les articles homonymes, voir LaMotta.
John LaMotta, né le 8 janvier 1939 à Brooklyn (New York) et mort le 29 janvier 2014 à Los Angeles, est un acteur américain connu pour son rôle de Trevor Ochmonek, dans la série Alf.

## Biographie
John LaMotta a joué de nombreux petits rôles à la télévision dont les séries Urgences, Quoi de neuf docteur ?, et Frasier.
Il est le neveu du boxeur Jake LaMotta « The Raging Bull ».

## Filmographie
- Cagney et Lacey
- Frasier
- Le Samouraï
- Un vampire à Brooklyn
- Deux flics à Chicago
- Ninja III
- Alf (série télévisée)